# 基恩鎮區 (伊利諾伊州亞當斯縣)
基恩鎮區（英語：Keene Township）是位於美國伊利諾伊州亞當斯縣的一個行政鎮區。

## 地方資料
根據2010年美國人口普查的數據，基恩鎮區的面積為94.30平方千米，當中陸地面積為93.90平方千米，而水域面積為0.40平方千米。當地共有人口596人，而人口密度為每平方千米6人。